# たのしいマクドナルド
たのしいマクドナルドは、2000年5月24日に日本マクドナルドにより制作され、TDKコア（現・クリエイティヴ・コア）から発売された、未就学児を対象とした教材用ビデオシリーズである。全5巻。

## 概要
平仮名や片仮名、英語、算数、色、公共マナー、交通ルール等がテーマとなっている。「ドナルド・マクドナルド」をはじめとしたマクドナルドのイメージキャラクターが登場し、外で仲良く遊んだり、喧嘩したり、色んな事を学んだり、クイズに挑戦したりする。
前半は、作品のサブタイトル（後述）に則ったドナルド達が繰り広げる10分前後のショートドラマ。後半は、ドナルドが手品や軽業を披露するコーナーとスタジオでのクイズコーナーで構成される。
作中で何度かマクドナルドの看板や店舗が登場し、劇中における舞台として扱われる事も多い。ドナルド達がそこで食事をしたり、屋上のプレイランドで遊んだりする事もある等、店舗の宣伝を兼ねているかのような演出が随所に見られる。「コカ・コーラ」及びその愛称「Coke」といった他社の登録商標もセリフの中に登場する。また、「マクドナルド・ミュージアム」（2003年閉館）が登場した事もある。

## シリーズ
| 巻数 | サブタイトル                                           | テーマ                               |
| ---- | ------------------------------------------------------ | ------------------------------------ |
| 1    | プレイランドであそんじゃお！（はじめてのひらがな）     | 平仮名の基礎、言葉遊び               |
| 2    | たのしいミュージアム！（はじめてのカタカナ）           | 片仮名の基礎、公共マナー             |
| 3    | ドナルドのおともだち！（はじめてのABC）                | アルファベットの基礎、英語表現       |
| 4    | ハンバーグラーのおたんじょうび！（はじめてのさんすう） | 数字の基礎、物の大きさ・形           |
| 5    | みんなのまちのマクドナルド！（いろとかたち）           | 色・形の基礎、交通ルール、様々な標識 |

## 登場キャラクター

### メインキャラクター
ドナルド以外のメインキャラクターは着ぐるみで登場する。
- ドナルド・マクドナルド（演・声:不明、歌:関俊彦）

おなじみマクドナルドのマスコット。メンバーのまとめ役であり、マナーの悪いハンバーグラーやグリマス、ゲームで不正行為をしたバーディを注意したりする。
シガーボックス等の曲芸や手品が得意。マクドナルドのテレビCMで知られる「ドナルド・マジック」は本作では使用しないが、5巻ではハンバーグラー達の手の上に双眼鏡を出す魔法を使っている。
- ハンバーグラー（声:山崎依里奈）

マクドナルドのテレビCMではしばしばハンバーガーを盗む悪役として登場し、本作のオープニングでも「いたずらハンバーグラー」と称されているが、教育ビデオであるためか、劇中ではゲームでズルをしたりミュージアム内で大声をあげたり、割り込みをしたり等を除けば特に悪さを働いたりはせず、むしろ正しい言葉遣いを理解していたり交通ルールを遵守したり等、比較的良識を持った模範生として登場している。
自慢の黒い帽子をとても大事にしている。お店屋さんごっこで店員役になった際に客（バーディ）の注文を覚えるのに時間をかけたり、バースデーケーキを無理な姿勢で横方向から切ろうとしたり等要領はあまり良くない。
- グリマス（声:下山吉光）

のんびり屋で食いしん坊。マクドナルドのテレビCMと同様マックシェイクが大好物。喋り方ものんびりとしており、臆病でもある。動物の名前を挙げる際に「バナナ」と答えたり、テーブルにケチャップをこぼしてしまったり等うっかり屋な性格。牛乳が乳牛から搾乳した乳汁である事を知らなかったり、駐車場の真ん中でサッカーをしたり等、子供とは言えやや一般常識に欠ける節が見られる。絵画はバーディ曰く上手。体格の都合上、席に座る時は彼のみ四角い箱のような椅子に座っている。
- バーディ（英語版）（声:深雪さなえ、英語発音（一部）:リン・ハリス）

ハンバーグラー・グリマスと同様ドナルドから勉強を教わる立場だが、英語が堪能で3巻ではドナルド達に英語を教えたり、外国人のチェリーの通訳をしたりしている。おしゃまで負けず嫌いな性格。ハンバーグラーやグリマスをからかう事が多く、じゃんけんで後出ししたり急に道路に飛び出したりしてドナルドに注意される事もある。

### その他の登場キャラクター
- チェリー（演:チェリッシュ・アイ・ライダー）

3巻に登場。ドナルドの友人で近所に引っ越して来た外国人の少女。ハンバーグラーとグリマスは彼女との英会話に苦労するも、徐々に仲良くなっていく。ピクルスが苦手らしいがドナルド達と食事した時は我慢して食べていた。
- 店員

3巻に登場。マクドナルドの女性店員。チェリーやドナルドらによる英語での注文にも適切に応対した。
- 運転手

5巻に登場。グリマスが蹴ったサッカーボールを轢きそうになり、駐車場でボール遊びをしていたグリマスを叱る。
- フライキッズ、ハッピーミールガイ

マクドナルドのキャラクター。迷路ゲームの背景や誕生パーティーの飾りとして登場している。

## コーナー
二重括弧書き以外は正式名が不明なため仮のコーナー名で記述する。
- ドナルドと文字

冒頭のミニコーナー。次々と現れるCGの文字をドナルドが蹴散らしていく。
- 物語

メインコーナーの一つ。ドナルド達が色々な活動をするショートドラマ。
- 文字の迷路

物語の途中に挿入されるミニコーナー。ハンバーグラー・グリマス・バーディのいずれかが順番や指示に従って文字を辿りながらゴールを目指すアニメーション。
- 『絵描き歌』

時計や電話等の絵描き歌。完成した後、絵描き歌を歌ったキャラクターが実物を持って登場する。
- 『ミラクルドナルドショー』

ドナルドが手品や曲芸を披露するコーナー。時折観客の歓声や笑い声（稀にブーイング）等が流れる。ドナルドはこのコーナーでは一切喋らない（1巻を除く）。
- 文字の行進

ドナルドの後にCGの平仮名やアルファベット、数字が描かれたダンプカー等が付いて行くもの。
- 『なかよしクイズ』

後半のメインコーナー。巻によって内容が大きく異なる。
1巻
動物の名前を使ったしりとり。「ぞう」→「うし」→「しか」→「かば」→「ばく」と続き、最後は視聴者に「く」で始まる動物を問うている。
2巻
3つのヒントからどんな物事を説明しているかを当てるクイズ。
3巻
アメリカ民謡の『ゆかいな牧場』の歌詞に登場するヒヨコや犬等の英語の鳴き声について学習する。
4巻
様々な種類の車のイラストを見てタイヤの数を当てるクイズ。
5巻
公共で使われている様々な標識が何を示しているかを当てるクイズ。

## 楽曲

### 主題歌
オープニング曲『めざせ！ミラクルパラダイス』
作詞:黒田堅　作・編曲:小松洋一　歌:関俊彦、山崎依里奈、下山吉光、深雪さなえ
エンディング曲『ワンダフルワールド』
作詞:黒田堅　作・編曲:小松洋一　歌:関俊彦、山崎依里奈、下山吉光、深雪さなえ

### 挿入歌
『かわいいコックさん』
作詞:不明 作曲:不明 歌:関俊彦
- 他、オリジナルの絵描き歌数曲

『ゆかいな牧場』
作詞・作曲:アメリカ民謡 歌:リン・ハリス

## スタッフ
- 監修：柴田炤夫
- 指導：仲田安津子
- 脚本：高柳麻弥
- カメラ：志水敏明
- VE：前田智弘
- 照明：岩田研二
- MA：村田昌栄
- CG：中西由岐子
- 技術プロデューサー・編集：齋藤伸一
- 選曲・効果：諸橋一男
- スチール：栗田覚
- ジャケットデザイン：長谷川紀子
- 美術制作：檀野真理子
- ダンス指導：MAYA
- 音楽制作：ムーンベースカンパニー、サウンドアーツ
- 技術協力：千代田ビデオ
- 協力：エイチツーソフト、81プロデュース、MHRプランニング、サニーサイドアップ、ジョイント企画、スドーアート工房、東京厚生年金スポーツセンター、ヤブズロケーションサービス
- 制作協力：オイスタージャパン
- 演出：吉田典史
- プロデューサー：安藤眞理、満田雄二（TDKコア）